# Antón
Antón – miasto w Panamie, w prowincji Coclé o populacji 14 900 mieszkańców (2006). Rozwinął się w nim głównie przemysł spożywczy i włókienniczy.